# بوچکوویتسه
بوچکوویتسه (به لهستانی:  Buczkowice) یک روستا در لهستان است که در گمینا بوچکوویتسه واقع شده‌است. بوچکوویتسه ۴٬۱۰۲ نفر جمعیت دارد.